# Jean Renol Élie
Jean Renol Elie, né le 24 septembre 1951 à Cayes-Jacmel et mort le 19 avril 2022 à Port-au-Prince, est un sociologue haïtien. Il est considéré comme l'un des plus grands sociologues du monde rural,,  car il travaillait beaucoup avec les organisations paysannes. Il traitait des thématiques portant sur le développement local, l'aménagement du territoire, et la décentralisation, l'économie sociale et solidaire.  

## Biographie
Jean Renol Elie est né le 24 septembre 1951 à Cayes-Jacmel, une commune de l’arrondissement de Jacmel, dans le département du sud-est d'Haïti. De 1987 à 1989, il a fait la scolarité de son doctorat en sociologie à la Faculté des Sciences Politiques et Sociales FCPyS de l' UNAM, Mexico. En 1997, il a soutenu sa thèse intitulée "Estructura agraria y asociaciones de trabajo en el campo haitiano".
De 1984 à 1986, il a fait une Maîtrise en sociologie à la faculté Latino-Américaine de Sciences Sociales (FLACSO), Mexico. 
Il était professeur à l’université d’État d’Haïti, faculté des  Sciences Humaines, il donnait des cours de HIPS. 
À côté de ses fonctions de coordonnateur de la Faculté des Sciences Humaines de l’Université d’État d’Haïti FASCH-UEH en deux fois (1993-1997 et 2013-2017), il était aussi vice-recteur aux affaires académiques du conseil exécutif de l'UEH 1998-2002.
Il meurt en avril 2022.

## Prix et honneurs
- 2022: Honneur et Merite, PAPDA[12], Haiti (décerné a titre Posthume)
- 2022: Honneur et Merite, POHDH[13], Haiti, (décerné a titre Posthume)
- 2023: inauguration du laboratoire d'informatique de la FASCH en son nom

## Publications
- 1988. Ki sa yon gagè ye? miméo, Port-au-Prince.
- 1989. Yon lòt kout flach sou Danti. Publications GHRAP. Port-au-Prince.
- 1991. Ti  Koze sou lalwa. CRESFED. Port-au-Prince.
- 1991. Des coopératives pour quoi faire? GHRAP. Port-au-Prince.
- 1991.  Asanble yo nan Konstitisyon 87 la. La participation menacée. Publications GHRAP. Port-au-Prince.
- 1992. Konprann chapant ekonomi riral nou an. CRESFED. Port-au-Prince.
- 1993. Keksyon patisipasyon an, nan kad konstitisyon 87 la. Gwoup inisyativ pou fòmasyon, rechèch, refleksyon. Port-au-Prince.
- 1994. Foncier et environnement en Haïti. Commission Nationale sur l’Environnement (ANDAH, FREN, GRD). Port-au-Prince.
- 1994. Ann mete kanpe bon jan òganizasyon. Koleksyon An nou chanje lavi a. Piblikasyon Kwa Wouj. no 6.
- 1995. Òganizasyon peyizan yo nan Kalfou 92 la. Presses de l’Imprimeur II. Port-au-Prince.
- 1998. Notre expérience d’extension universitaire à la Faculté des Sciences Humaines. Miméo.
- 2001. Les écoles de droit de provinces. Rapport au Conseil de l’Université (UEH). Port-au-Prince.
- 2003. Efò pou yon rezo koperativ tout bon, nan Vale Latibonit la. Oxfam – Intermon. Port-au-Prince.
- 2006. Participation, Décentralisation, Collectivités Territoriales en Haïti. La Problématique. PAPDA. Port-au-Prince.
- 2007. La décentralisation en Haïti, dans Les relations entre la société civile et les pouvoirs en Haïti. ICKL. Développement et civilisations Lebret-Irfed. Port-auPrince/Paris.
- 2008. Desantralizasyon, pou  kisa? Institut Culturel Karl Lévèque ICKL. Port-au-Prince.
- 2009. Eksperyans refòm agrè a  nan Vale Latibonit la. Platfòm Ayisyen Kap Plede pou yon Devlopman Altènatif PAPDA. Pòtoprens.